# Batimetrie

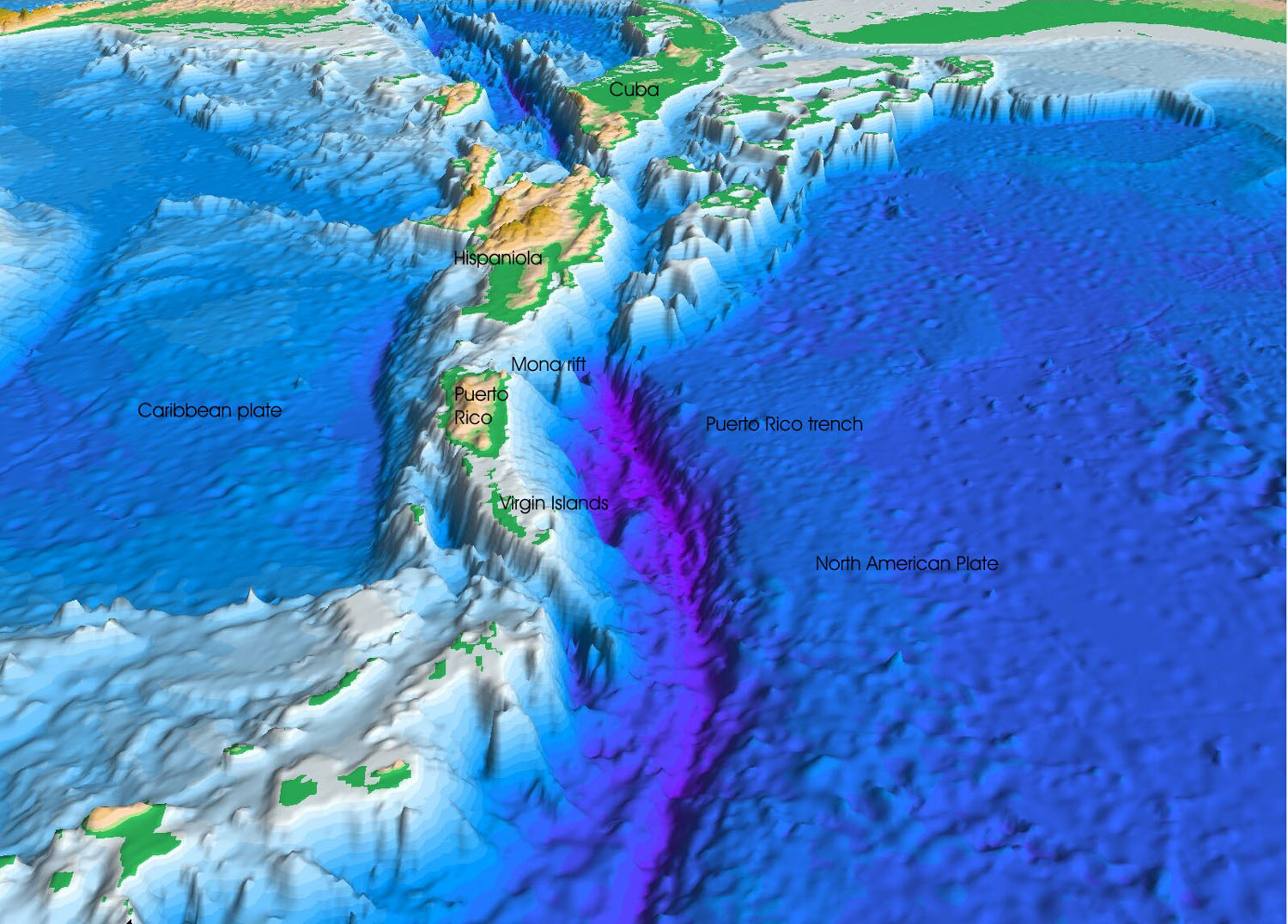
Vedere în perspectivă a litosferei Oceanului Atlantic și a Mării Caraibelor (Antilele Mici, în stânga jos, și Florida în dreapta sus). Marea șanț din centru este Groapa Porto Rico, zona cea mai adâncă a Oceanului Atlantic și a Mării Caraibelor.

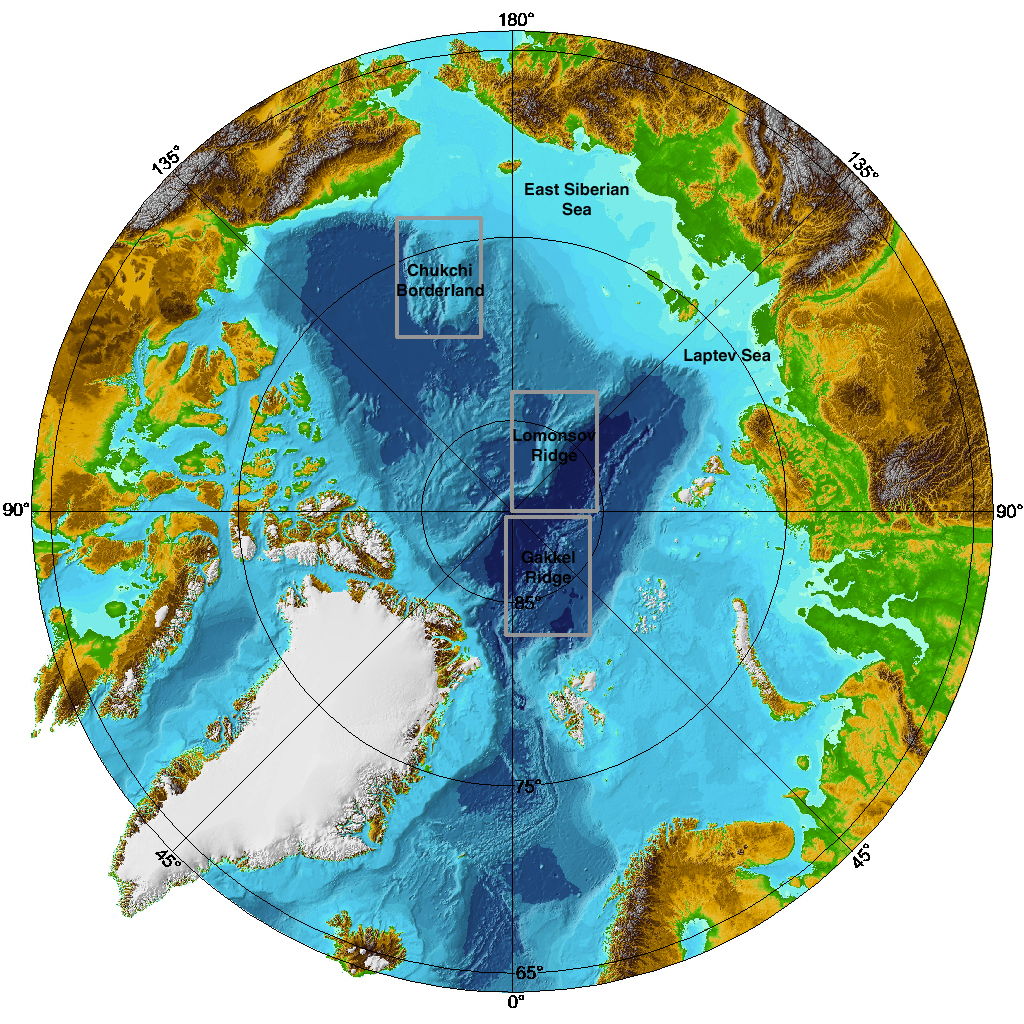
Batimetria Oceanului Arctic

Batimetria este o ramură a hidrometriei care se ocupă cu măsurarea adâncimii apei în mări, lacuri și râuri pentru a determina relieful subacvatic. Cu alte cuvinte, batimetria este opusul hipsometriei. Denumirea provine din limba greacă: βαθύς (bathus), „adâncime” și μέτρον (metron), „măsurare”.
Întocmirea hărților fundului de mare se face într-un mod standardizat, pe baza unui cod de culori stabilit printr-un acord internațional sub auspiciile Comisiei Interguvernamentale Oceanografice și Organizației Hidrografice Internaționale și de care se ocupă GEBCO (General Bathymetric Chart of the Oceans). 

## Măsurarea
În termeni uzuali, procesul de măsurare a adâncimilor se mai numește și ridicare batimetrică și cuprinde ansamblul lucrărilor de măsurare, calcul și reprezentare a reliefului subacvatic al unei zone. În acest scop se urmăresc și se determină un număr suficient de puncte pe suprațata apei, judicios alese ca număr și poziție, în funcție de scara planului ce se va redacta și precizia urmărită. Măsurătorile adâncimii apei denumite și sondaje constituie problema de bază a lucrărilor hidrografice cu scopul de a determina relieful subacvatic, adică a denivelărilor unui bazin hidrografic. Relieful în topografie se definește ca fiind totalitatea neregularității naturale a terenului. Reprezentarea reliefului în plan se realizează de regulă, prin curbe de nivel. Curba de nivel se definește ca fiind locul geometric al punctelor care au aceeași cotă, iar cota unui punct reprezintă distanța pe verticală între o suprafață de nivel zero și suprafața de nivel ce trece prin punctul respectiv. Punctele ale căror cote se determină, se află deasupra geoidului (care corespunde aproximativ cu suprafața mărilor și oceanelor), se numesc puncte topografice, iar cele situate sub acesta (pe fundul mărilor și oceanelor) se numesc puncte batimetrice. În ridicările batimetrice se utilizează următoarele noțiuni:
- adâncimea este distanța pe verticală spre nadir, între suprafața de nivel zero (nivelul de referință) și un punct de pe fundul apei, (deci este o cotă negativă);
- curba batimetrică sau izobată reprezintă locul geometric al punctelor de aceeași adâncime;

Pe hărțile topografice curbele de nivel negativ se reprezintă cu o linie de culoare albastră,iar notațiile se fac cu semnul minus. La mare, izobatele, sunt notate cu valoarea adâncimii fără semn pozitiv sau negativ.
Măsurătorile se fac cu ajutorul unui aparat denumit batimetru.

## Determinarea nivelului de referință
Nivelul de referință este un plan convențional față de care sunt raportate adâncimile. Se mai numește și „zero” hidrografic. Acest nivel de referință trebuie situat sub nivelul celor mai mici ape posibile și se determină în mod diferit la mare, față de fluviu (râuri). La o mare fără maree (în cazul Mării Negre) nivelul de referință s-a calculat pe baza datelor furnizate de un post hidrometric pe o perioadă de observații de cel puțin 30 – 50 ani. Pentru România suprafața de nivel zero este suprafața liniștită de nivel mediu al Mării Negre. Punctul zero fundametal se află în portul Constanța încastrat într-un monolit de beton. Pentru corectarea adâncimilor măsurate față de zeroul hidrografic, în zonele de lucrări hidrografice se instalează posturi hidrometrice. Astfel de posturi sunt instalate în porturile Constanța, Mangalia și Sulina. Distanța dintre două posturi hidrometrice este de 40 – 100 km în funcție de configurația coastei. Un post hidrometric este compus din instalația de măsurare și reperul de nivelment. Instalația de măsurare poate fi o miră sau un maregraf.
Mira hidrometrică este o riglă gradată fixată pe un suport (cheu, debarcader, etc) instalat în apă, pe care se citesc variațiile de nivel ale apei față de zeroul hidrografic. 
Maregrafele sunt aparate care înregistrează automat variațiile nivelului apei. Ele pot fi cu flotor și de presiune. Maregraful din portul Constanța este de tipul cu flotor.